# Суперсервис Микки
«Суперсервис Микки» (англ. Mickey's Service Station) — короткометражный анимационный фильм 1935 года, созданный Walt Disney Productions и выпущенный United Artists. Последний мультфильм с черно-белым появлением Дональда, Гуфи и Пита и предпоследний анимационным черно-белым фильм, созданный Disney по мотивам фильма «Микки Маус и кенгуру». Это 74-й короткометражный фильм о Микки Маусе.
Мультфильм был раскрашен и доступен в цвете на YouTube и в DVD-версиях Disney's House of Mouse.
Это первый мультфильм в котором появляется классическое трио Disney — Микки, Дональд и Гуфи.

## Сюжет
Микки и его друзья работают на станции техобслуживания. Им срочно надо найти неисправность в автомобиле одного очень важного и грозного клиента. Автомобиль разобран до последнего винтика. Найден виновник поломки. Но как теперь собрать автомобиль за 10 минут?

## Роли озвучивали
- Уолт Дисней в роли Микки Мауса;
- Кларенс Нэш в роли Дональд Дака;
- Пинто Колвиг в роли Гуфи;
- Билли Блэтчер в роли Пита (в титрах не указан)[5].